# Галактионовка
Галактионовка — деревня в Туринском городском округе Свердловской области России.

## Географическое положение
Деревня Галактионовка расположена в 14 километрах к юго-востоку от города Туринска (по автодороге — 17 километров), на правом берегу реки Туры.

### Спасская церковь
В 1884 году была построена деревянная однопрестольная церковь, освящена в 1884 году в честь нерукотворного Образа Спасителя. Спасская церковь была закрыта в 1930 году, а после снесена.

## Население
| 2002 | 2010 | 2021 |
| ---- | ---- | ---- |
| 196  | ↘155 | ↘99  |